# ジョセフ・チャン
ジョセフ・チャン（チャン・シャオチュアン、張孝全、Joseph Chang、1983年12月28日 -  ）は台湾の俳優。身長179cm、体重75kg。

## 出演作品

### 映画
- 猫をお願い（原題：給我一支貓 / 2002）
- 花蓮の夏（原題：盛夏光年 / 2006）
- 午後3時の初恋（原題：沉睡的青春 / 2007）
- 誘惑の罠（原題：愛的發聲練習 / 2008）
- 彈．道（香港映画 / 2008）
- 練戀舞（2009）
- 涙王子（香港映画 / 2009）
- ピノイ・サンデー（台湾・日本・フィリピン・フランス合作 / 原題：Pinoy Sunday / 中国語題：台北星期天 / 2009）
- 台北の朝、僕は恋をする（原題：一頁台北 / 2010）
- 10+10 [256巷14號5樓之1]（2011）[1]
- 飲食男女－好遠又好近（2011）
- GF*BF（原題：女朋友。男朋友 / 2012）
- 失魂（2013）
- 被偷走的那五年（2013）
- コードネームは孫中山（原題：行動代號：孫中山 / 2014）
- 真夜中の五分前（日本映画 / 2014）
- あなたを、想う。（2015）
- ワイルド・シティ（中国語版） (香港映画 / 2015）
- 青田街一號（2015）
- 恋する都市 5つの物語（2015）
- スカイ・オン・ファイア 〜奪われたiPS細胞（香港映画 / 2016）
- 健忘村（中国語版）（2017)
- ザ・ビッグコール 史上最強の詐欺師たち（香港・中国合作映画 / 2017）
- 罪の後（2022）※日本ではNetflixで配信
- 青春18×2 君へと続く道（日本・台湾合作映画 / 2024）[2]

### テレビドラマ
- 百分百女孩 (2000)
- 尋找Mr. Right (2000)
- 十八歳的約定（2001）
- 紫色角落（2002）
- 孽子（2003）
- 荒城火山（2003）
- 又見橘花香（2003）
- ラヴトレイン〜心動列車〜（原題：心動列車 / 2003）
- 星願務（2003）
- 極速傳説（2004）
- ファイアー・ミッション〜火線任務（原題：火線任務 / 2004）
- 拍賣世界的角落（2006）
- 海邊的人（2007）
- 應屆退休生 (2009)
- 倪亞達（2010）
- 最後はキミを好きになる!（原題：醉後決定愛上你 / 2011）
- 烏托邦辦公室（2011）[3]
- 罪夢者（2019-）
- 次の被害者（2020-）
- 法医学者JDのケースファイル（中国 / 2022）※日本ではU-NEXTで配信

### ネット配信
- 深夜食堂 -Tokyo Stories Season2-「甘い玉子焼き」（2019年10月31日、Netflix） [4]